# Valira de Castanesa
La Valira de Castanesa és un riu de la Ribagorça aragonesa, que neix entre la serra Negra (2.650 metres) i el pic de Castanesa (de 2.858 metres) al vessant oriental de la vall de Castanesa, transcorre per la vall, i després pel congost de Siscarri i Casterner de Noals, que està a la dreta de la riba, arriba al seu col·lector poc abans de la confluència d'aquest amb la Noguera de Tor.
És un riu d'alta muntanya afluent, per la dreta, de la Noguera Ribagorçana que ve augmentat el seu cabal després de la desembocadura de l'afluent: passa de 5,2 metres cúbics per segon a Vilaller a 16,7 metres cúbics després de la Valira de Castanesa i de la Noguera de Tor.